# Effets pervers (album)
Ne pas confondre avec l'expression Effet pervers.
Albums de Dimoné
Je n'ai pas sommeil
Effets pervers est le premier album solo de l'auteur-compositeur-interprète français Dimoné.
Sorti en 1998 et réalisé par Olivier Bellery, il contient quatre morceaux de son ancien groupe, Les Faunes.